# Спастер (Псковская область)
Спастер — деревня в Новосокольническом районе Псковской области России. Входит в состав Маевской волости.

## География
Расположена на северо-восточном побережье озера Спастер, в 25 км к западу от города Новосокольники.

## Население
| 2001 | 2002 | 2010 |
| ---- | ---- | ---- |
| 68   | ↘62  | ↘46  |

Численность населения деревни по оценке на начало 2001 года составляла 68 человек.